# Birla Institute of Technology
Das Birla Institute of Technology ist eine Universität in Ranchi, Indien.

## Geschichte
Das BIT wurde von dem Philanthropen und Industriellen B. M. Birla 1955 als Ausbildungsanstalt für technische Berufe gegründet. Es ist als Campus-Hochschule konzipiert. Heute gehört es zu den anerkanntesten technischen Ausbildungseinrichtungen in Indien. Das BIT Mesra wird in den Bewertungen durch Zeitschriften wie India Today, Outlook etc. unter den ersten zehn aller indischen Engineering Colleges geführt.

## Akademische Einrichtungen
Derzeit existieren folgende Fakultäten
- Engineering & Technology (Ingenieurwesen und Technologie)
- Applied Sciences (angewandte Wissenschaften)
- Pharmaceutical Sciences (Pharmazie)
- Biotechnology (Biotechnologie)
- Architecture (Architektur)
- Management (Betriebswirtschaft)
- Hotel Management & Catering Technology (Touristik)

## Studierende
Im Jahr 2007 studieren am BIT und seinen drei Tochterinstituten mehr als 10.000  Studenten. Im Alumni-Club sind derzeit ca. 6.000 Ehemalige eingetragen. Die Studiengebühren betragen Rs. 32,500 für Bachelor-Programme und Rs. 33,000 für den Architektur-Studiengang.

## Überseeische Ableger
Das BIT hat drei Dependancen gegründet. Die erste wurde im Jahr 2000 zusammen mit der Md. Jalal & Sons Group in Bahrain gegründet. Diese Einrichtung steht unter der Schirmherrschaft des „Ministry of Education & the Ministry of Labour“ der Regierung von Bahrain. Angeboten werden Diplom- und Bachelor-Kurse für Informatik, Elektro- und Nachrichtentechnik sowie Produktionstechnik. Zusätzlich wurden kürzlich Programme für Software-Entwicklung und Betriebswirtschaft eingerichtet.
Die zweite Einrichtung entstand 2001 in Maskat im Sultanat Oman. Das Waljat Colleges of Applied Sciences bestreitet seinen Lehrbetrieb in Kooperation mit dem BIT.
Erst kürzlich wurde die dritte Dependance in den Vereinigten Arabischen Emiraten gegründet. Das dortige Birla Institute of Technology International Center (BITIC) nahm seinen Lehrbetrieb im akademischen Jahr 2005/2006 am Royal College of Applied Science & Technology in Ra’s al-Chaima, Vereinigte Arabische Emirate auf.
Alle drei Einrichtungen werden unter der akademischen Aufsicht des BIT betrieben.